# Radruż

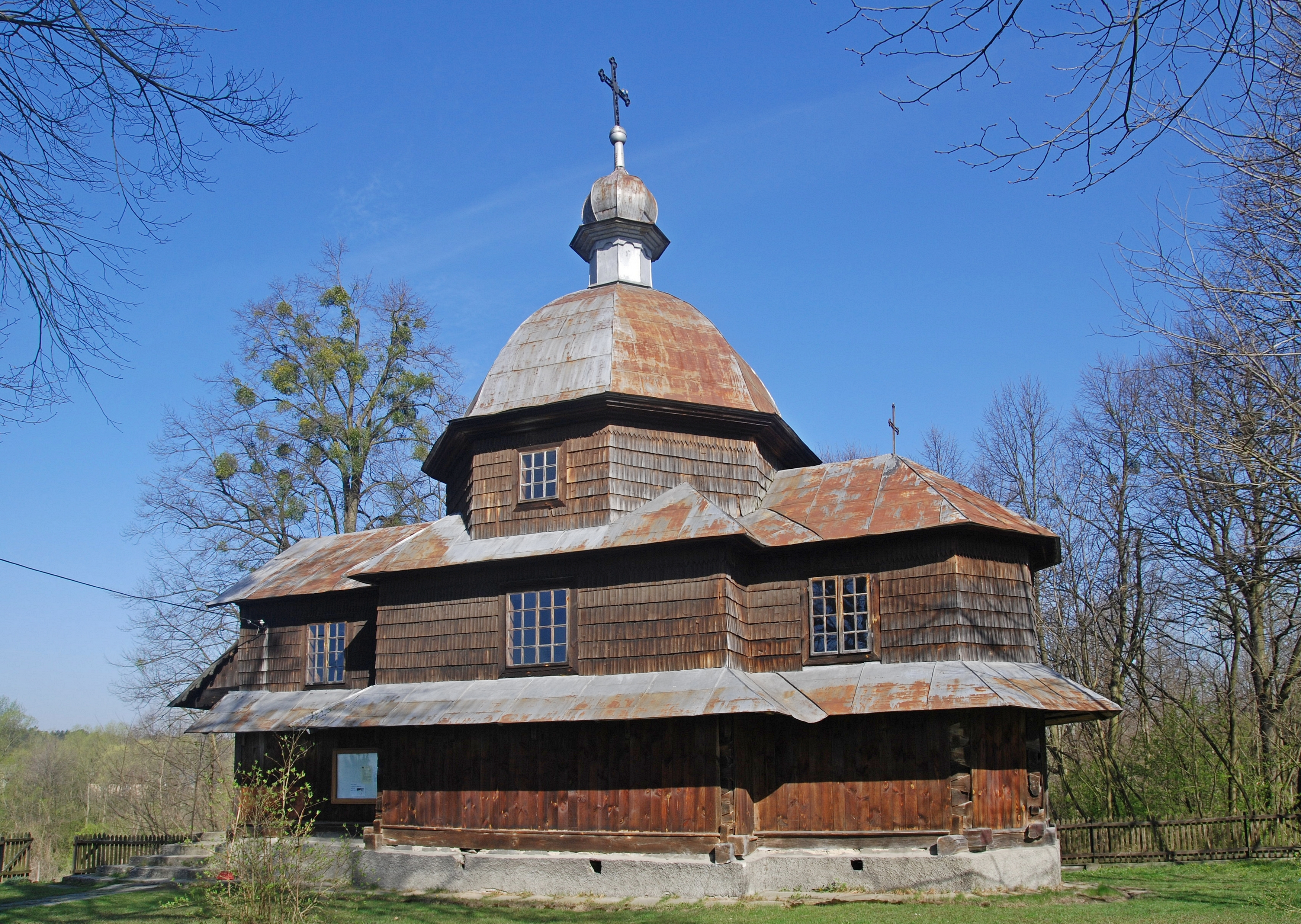
Cerkiew św. Mikołaja

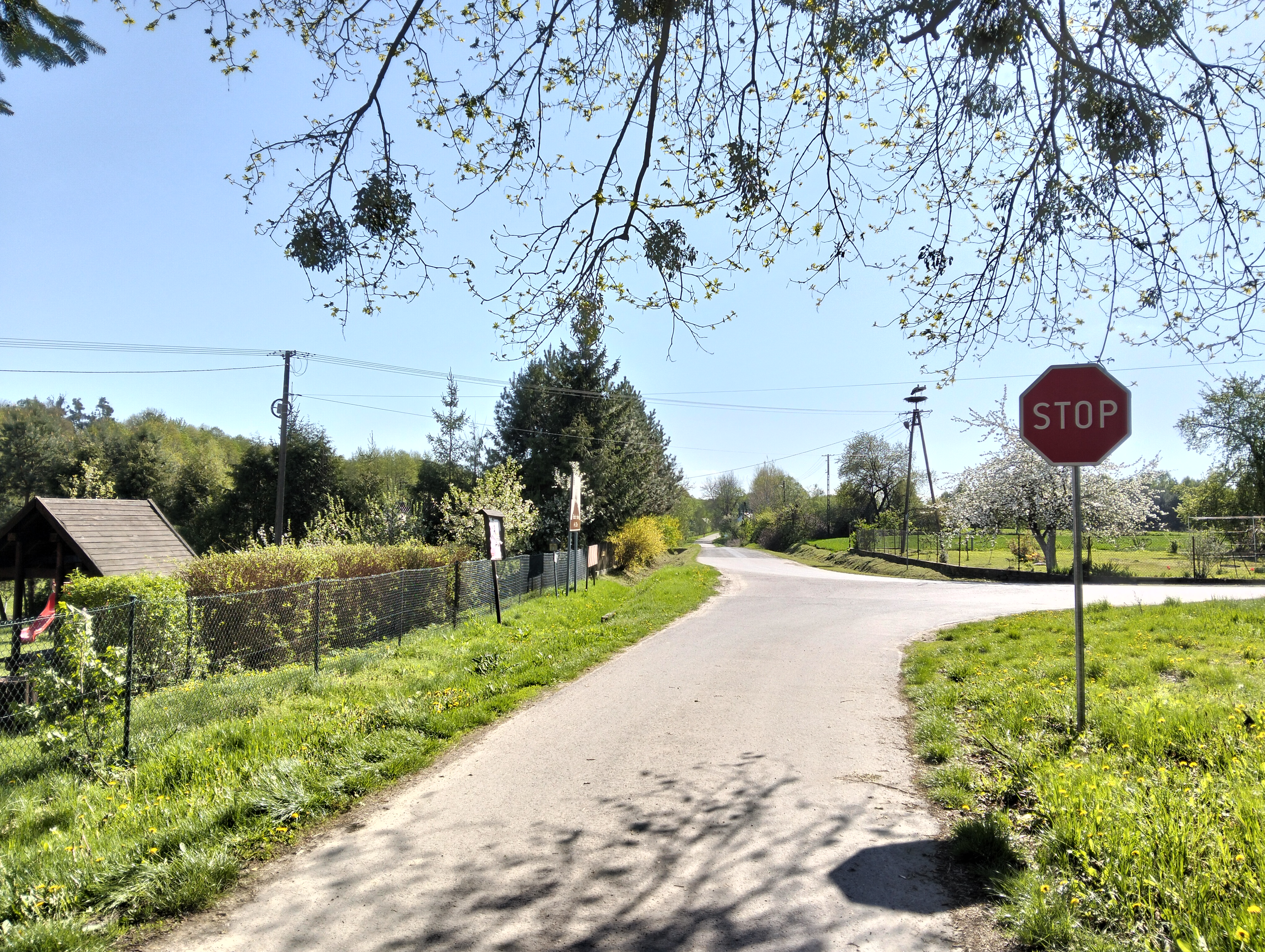
Fragment wsi

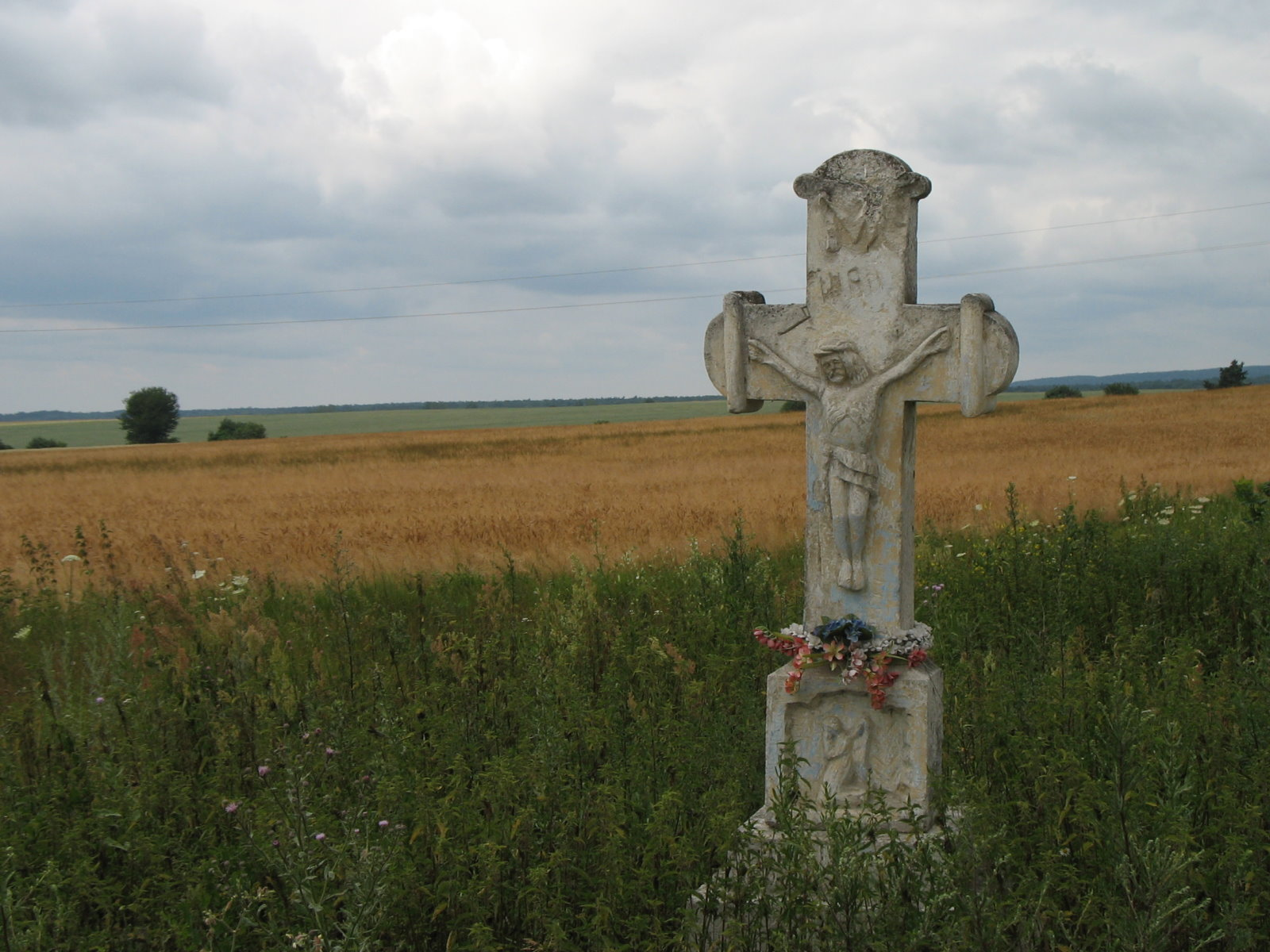
Kamienny krzyż przydrożny

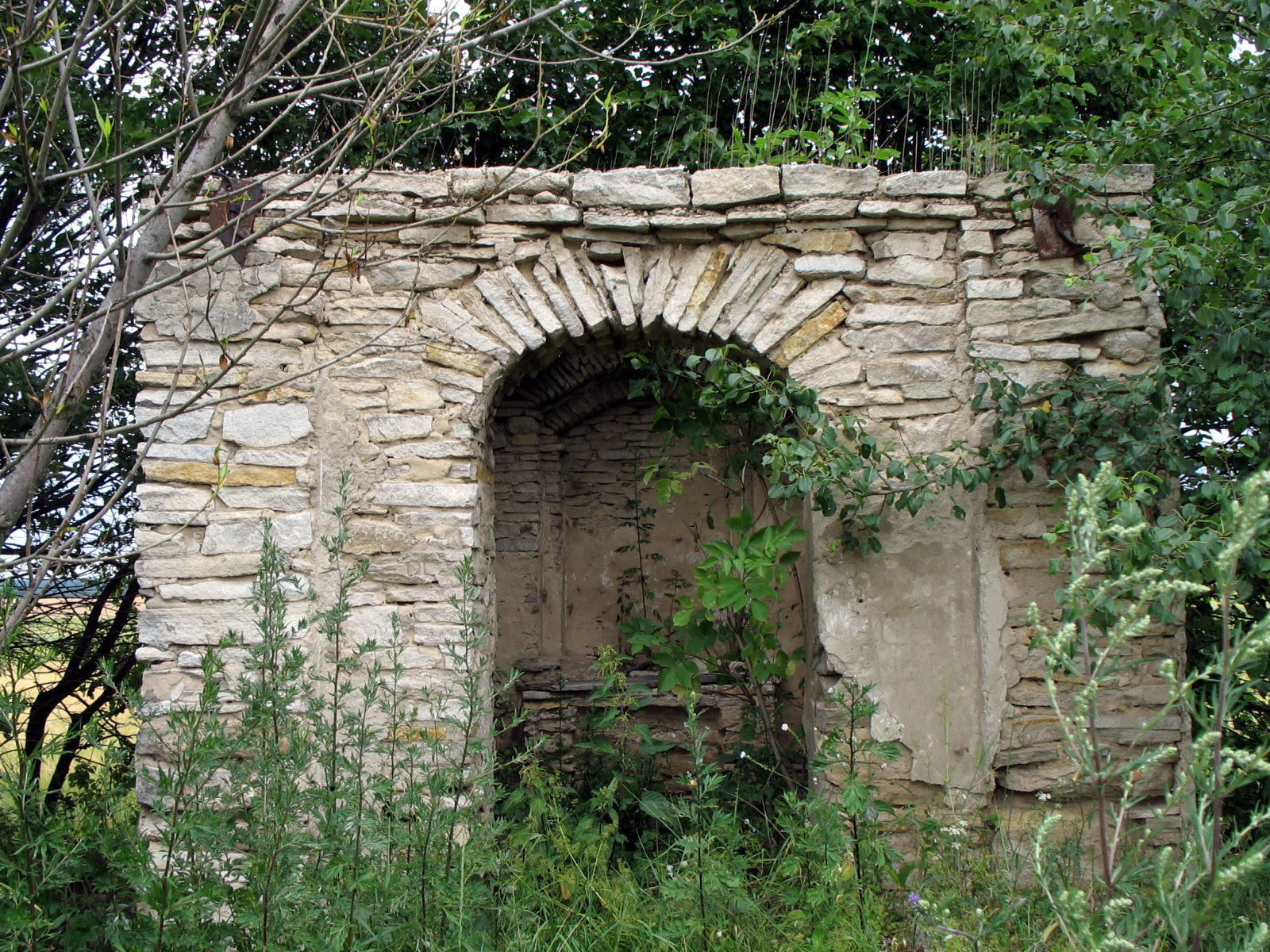
Ruiny przydrożnej kapliczki

Radruż (ukr. Радруж, w latach 1977−1981 Rozdroże) – wieś w Polsce położona w województwie podkarpackim, w powiecie lubaczowskim, w gminie Horyniec-Zdrój.
Wieś starostwa niegrodowego lubaczowskiego na początku XVIII wieku. W latach 1975−1998 miejscowość administracyjnie należała do województwa przemyskiego.
Wierni Kościoła rzymskokatolickiego należą do parafii Niepokalanego Poczęcia Najświętszej Maryi Panny w Horyńcu-Zdroju.

## Części wsi
| SIMC    | Nazwa   | Rodzaj     |
| ------- | ------- | ---------- |
| 0602940 | Hałanie | przysiółek |
| 0602934 | Kolonia | część wsi  |

## Położenie
Radruż położony jest przy granicy z Ukrainą, na krawędzi dwóch krain geograficznych – Roztocza (Roztocze Wschodnie, zwane też Rawskim) i Kotliny Sandomierskiej (Płaskowyż Tarnogrodzki). W części roztoczańskiej charakterystycznym elementem krajobrazu są wąwozy, niektóre z potokami i źródłami mineralnymi. Przez wieś płynie strumień Radrużka, uchodzący w pobliżu Horyńca do potoku Papiernia, który poniżej Baszni Dolnej przyjmuje nazwę Sołotwa i po połączeniu z Wisznią koło Lubaczowa tworzy Lubaczówkę. Miejscowość zajmuje obecnie powierzchnię 22,82 km², natomiast przed wojną liczyła 38,81 km², sąsiadując od wschodu z Potyliczem i Smolinem (obecnie na Ukrainie).

## Historia
Miejscowość pojawiła się w źródłach pisanych w 1444 roku, kiedy to książę mazowiecki i bełski Władysław I nadawał dla Piotra Pieczykura z Wilcz na Mazowszu wieś Horyniec, mającą graniczyć od wschodu z osadą nazwaną w dokumencie „Nadruscz”. Można stąd wnioskować, że Radruż był już wtedy znaczącą osadą, jeśli względem niej wyznaczono granice sąsiedniej. Przebiegał tędy ważny szlak, łączący najstarsze ośrodki tego regionu – Lubaczów i Potylicz (a w szerszym ujęciu – obszar Nadsania i Pobuża). Od przebiegającej tam drogi może wywodzić się nazwa miejscowości. W XVI w. we wsi pojawili się nowi osadnicy, a wieś organizowana została na prawie wołoskim.
Od końca XV w. wieś nękana była najazdami tatarskimi. W XVII w. znaczne straty i zniszczenia spowodowały również wojny kozackie, potop szwedzki i najazd Rakoczego. Wielu mieszkańców pojmanych zostało w jasyr. Do niewoli dostała się wtedy Maria Dubniewiczowa, żona wójta radruskiego Eliasza. Na początku XVII w. rozwinęło się w Radrużu wydobycie i obróbka rudy darniowej, a być może także produkcja szkła. W 1602 r. starosta lubaczowski Jan Płaza postawił na tym terenie hutę, której działalność przyczyniła się do spustoszenia okolicznych lasów.
W XVIII w. na polecenie starosty lubaczowskiego Adama Mikołaja Sieniawskiego, hetmana wielkiego koronnego, powstał w Radrużu kamieniołom oraz piec do wypalania wapna. W końcu XVIII w. wieś liczyła 1648 mieszkańców, w tym 1600 unitów, 40 rzymskich katolików oraz 8 żydów i należała do największych w starostwie.
Po pierwszym rozbiorze Polski Radruż znalazł się w monarchii habsburskiej, w prowincji zwanej Królestwem Galicji i Lodomerii. W sąsiednim Smolinie pojawili się osadnicy niemieccy, sprowadzeni tu w ramach kolonizacji józefińskiej. Około 1820 r. Radruż wraz z okolicznymi wsiami, należącymi do dóbr kameralnych, został sprzedany Piotrowi Doborskiemu i do II wojny światowej pozostawał w rękach prywatnych, wielokrotnie zmieniając właścicieli. W tym czasie powstał folwark i dwór. W latach 1873–1891 właścicielami wsi byli Andruszewscy, których grobowiec znajduje się na przycerkiewnym cmentarzu. W okresie międzywojennym w centrum wsi, obok cerkwi, zbudowana została szkoła i budynek zebrań ludowych. Pod koniec XIX w. części wsi nosiły nazwy Sopot Mały i Sopot Wielki.
W II Rzeczypospolitej wieś w powiecie rawskim w woj. lwowskim. W latach 1943–1946 nacjonaliści ukraińscy z OUN-UPA zamordowali tutaj 29 Polaków i 2 Ukraińców za sprzyjanie Polakom.
Od września 1939 r. do czerwca 1941 r. Radruż znajdował się pod okupacją radziecką. Nowe władze zajęły opuszczony majątek ziemski i założyły w nim kołchoz, a we dworze urządziły strażnicę ochrony pogranicza. W sierpniu 1944 r., w wyniku porozumienia granicznego między PKWN a rządem ZSRR, wyznaczono taki przebieg granicy, który podzielił kilka pogranicznych miejscowości, w tym także Radruż. Większa, zachodnia część wsi, z cerkwią i dworem, znalazła się po stronie polskiej. Wschodnia, w dużym stopniu zalesiona, znalazła się na terenie ZSRR i weszła w skład Smolina.
Obecnie jest to miejscowość turystyczna leżąca na Szlaku Architektury Drewnianej (trasa VI).

## Zabytki
- Unikatowy zespół cerkiewny o charakterze obronnym z końca XVI w. W jego skład wchodzi drewniana cerkiew o charakterze późnogotyckim pod wezwaniem św. Paraskewy, wolno stojąca dzwonnica oraz murowany, obronny dom diaka. Całość otoczona jest kamiennym murem z połowy XIX w., zwieńczonym gontowym daszkiem.
- Na przycerkiewnym cmentarzu (pow. ok. 16 a) otoczonym murem stoi kilka kamiennych krzyży oraz krypta właścicieli Radruża – Andruszewskich.
- W pobliżu dwa inne cmentarze: starszy i większy o pow. ok. 42 a i mniejszy o pow. 14 a. Na obu zachowały się zabytkowe nagrobki bruśnieńskie.
- Drewniana cerkiew pw. św. Mikołaja Cudotwórcy z 1931 r., obecnie użytkowana jako kościół rzymskokatolicki, filialny w parafii Niepokalanego Poczęcia Najświętszej Maryi Panny w Horyńcu-Zdroju. Budowla trójdzielna z dużą, ośmioboczną kopułą nad nawą.
- Kamienne krzyże i kapliczki przydrożne